# Sofiane Selmoune
Sofiane Selmoun est un footballeur international algérien né le 22 avril 1975 à Hussein Dey dans la wilaya d'Alger. Il évoluait au poste de défenseur.

## Biographie

### En club
Sofiane Selmoune évolue en première division algérienne avec son club formateur, la JS Kabylie avant d'être prêté au CR Belouizdad ou il a joué seulement six mois avant de revenir à la JS Kabylie, puis au MC Alger et enfin à l'ASM Oran ou il termine sa carrière footballistique.

### En équipe nationale
Sofiane Selmoune reçoit une seule sélection avec l'équipe d'Algérie, le 28 mai 1996 contre l'Oman (victoire 0-1).

## Palmarès
JS Kabylie
| - Championnat d'Algérie (1) : - Champion : 1994-95.. - Coupe d'Algérie : - Finaliste : 1998-99. - Supercoupe d'Algérie : - Finaliste : 1994 et 1995. |  | - Coupe d'Afrique des vainqueurs de coupe (1) : - Vainqueur : 1995. - Supercoupe de la CAF : - Finaliste : 1996. |